# IV. Gusztáv svéd király

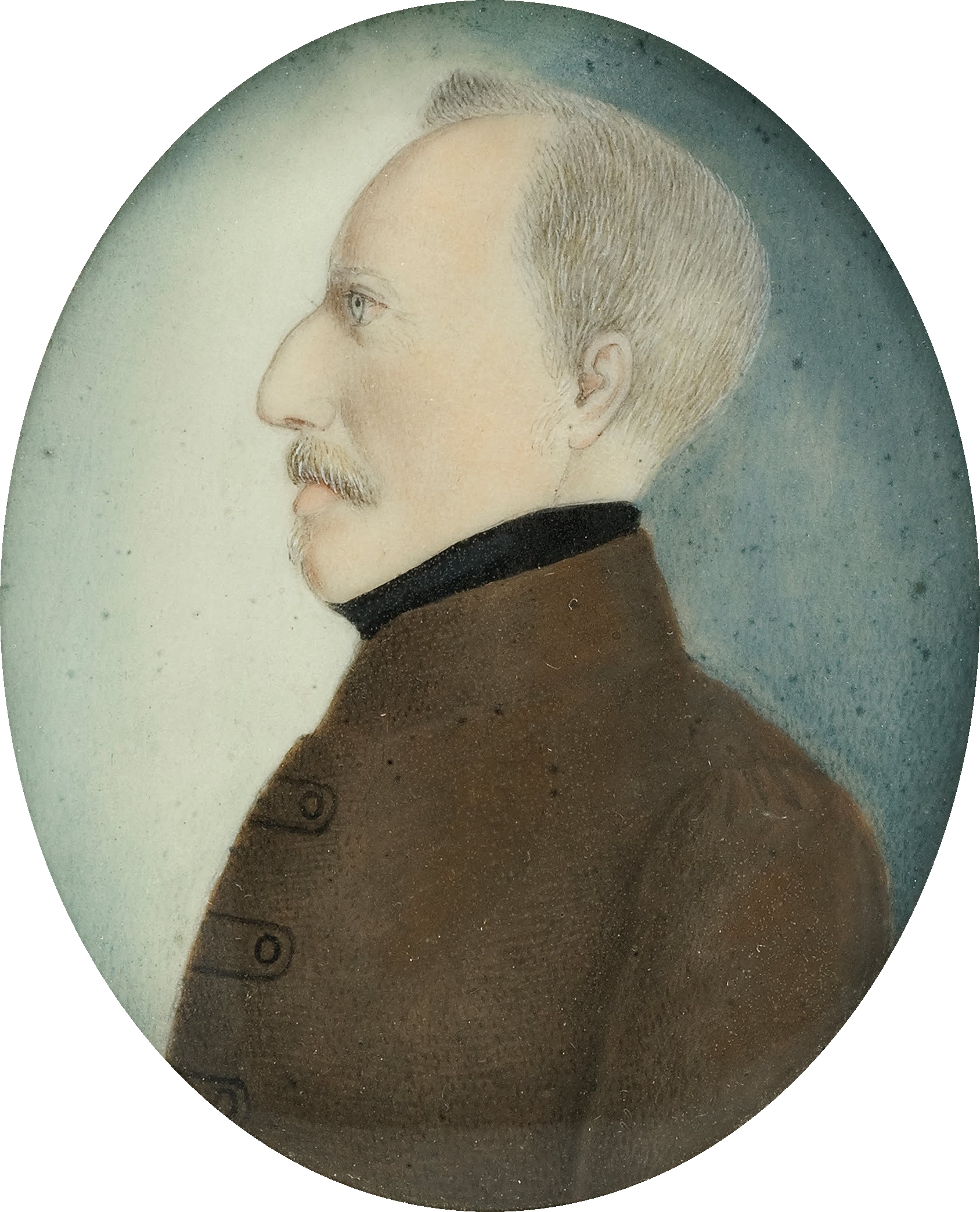
A száműzött király 1830 körül

IV. Gusztáv Adolf (Stockholm, 1778. november 1. – Sankt Gallen (Svájc), 1837. február 7.) Svédország királya 1792-től 1809-ig, amikor katonatisztek államcsínnyel lemondásra kényszerítették. Ő volt Finnország utolsó svéd uralkodója.

## Ifjúkora
Gusztáv Adolf Stockholmban született 1778. november 1-jén III. Gusztáv svéd király és Zsófia Magdolna (V. Frigyes dán király lánya) első gyermekeként. Születését botrányok övezték, ugyanis amikor szülei elhálták a házasságot, egy finn-svéd nemes, Adolf Fredrik Munck „tanácsaival” segítette a királyt, ezért voltak, akik úgy vélték, hogy valójában ő Gusztáv Adolf biológiai apja. A trónörökös nevelését anyja udvarhölgye, Maria Aurora Uggla, a liberális szemléletű Nils von Rosenstein és apja irányította. Tizennégy éves korában apja a stockholmi operában merénylet áldozata lett és Gusztáv Adolf örökölte Svédország koronáját, nagybátyja, Károly herceg régenssége alatt.
1796 augusztusában a régens Szentpétervárra küldte a tizennyolc éves királyt, hogy találkozzon jegyesével, Alekszandra Pavlovna nagyhercegnővel, Nagy Katalin unokájával. A házasság azonban kútba esett, mert Gusztáv Adolf nem volt hajlandó elfogadni, hogy felesége az orosz ortodox vallást gyakorolja. Ekkor még senki sem gondolt arra, hogy az uralkodó túlzott vallásossága mögött pszichés problémák rejtőzhetnek, éppen ellenkezőleg: a néhány hónappal később nagykorúvá vált király igen népszerű volt, mert józan, takarékos, istenfélő karakternek ismerték. (Alexandra nagyhercegnő három évvel később József nádorhoz ment feleségül).

## Politikája
Népszerűségét csak növelte, amikor leváltotta nagybátyja gyűlölt tanácsadóját, Gustaf Adolf Reuterholmot. 1797. október 31-én feleségül vette Friderika Dorottyát, a badeni őrgróf unokáját, amivel megrontotta ugyan a viszonyt Oroszországgal, de háborúig nem fajult a konfliktus, mert mind Gusztáv Adolf, mind I. Pál cár elsődleges ellenségének a forradalmi Franciaországot tartotta. A svéd király már-már betegesen rettegett a jakobinusoktól és évekig halogatta a koronázását, csak hogy elkerülhesse az országgyűlés összehívását. 1800-ban mégis rákényszerült hogy összehívja a rendeket, mert az ország kincstára problémákkal küszködött az előző évek rossz termése és apjának még az orosz háborúk idején felhalmozott adósságai miatt. Gusztáv Adolf a rendek tiltakozását tapasztalva úgy döntött, hogy több országgyűlést nem hív össze.

## Finnország elvesztése
1805-ben Svédország csatlakozott a Napóleon elleni koalícióhoz, ám a hadjárat balul sült el, és a franciák megszállták a svéd uralom alatt levő Svéd-Pomerániát. 1807-ben Oroszország kilépett a koalícióból és francia szövetséges lett, Napóleonnal szemben pedig a svédeken kívül már csak az britek és portugálok álltak. 1808. február 21-én az oroszok megkezdték a svéd koronához tartozó Finnország elfoglalását és néhány hónap alatt szinte teljesen megszállták. 1809. szeptember 17-én Svédország megadta magát és átadta az ország keleti harmadát Oroszországnak, ahol megalakították az autonóm Finn Nagyhercegséget.

## Lemondása

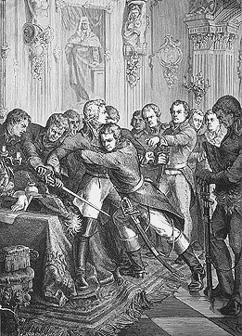
IV. Gusztáv elfogása

A katonai sikertelenségek és területi veszteségek miatt a hadsereg tisztjeinek egy csoportja összeesküvést szőtt Gusztáv Adolf uralmának megdöntésére. 1809. március 7-én a Värmlandban állomásozó nyugati hadsereg főparancsnoka, Georg Adlersparre fellázadt, és megindult Stockholm felé. Március 13-án hét összeesküvő behatolt a király lakosztályába, foglyul ejtették Gusztáv Adolfot, és családjával együtt a gripsholmi kastélyban őrizet alá helyezték. Károly herceget meggyőzték, hogy vállalja el az átmeneti kormányzat vezetését. A sietősen összehívott rendi gyűlés áldását adta a palotaforradalomra.
IV. Gusztáv Adolf március 29-én önként lemondott a trónról fia javára, de május 10-én a rendi gyűlés úgy döntött, hogy a király teljes vérvonala kizárandó az uralkodásból; egyrészt a Gusztáv Adolf származását illető pletykák miatt, másrészt hogy elkerüljék a nagykorúvá váló trónörököstől várható megtorlást. Június 5-én Károly herceget (Gusztáv Adolf nagybátyját) koronázták XIII. Károly néven Svédország királyává. Ugyanezen év decemberében IV. Gusztávot és családját kiutasították Németországba, ahol a volt uralkodó három évvel később elvált a feleségétől.
Gusztáv Adolf a száműzetésben különféle neveket használt, Gottorp grófjának, Holstein-Eutin hercegének hívatta magát, majd mikor végül a svájci Sankt Gallenben letelepedett, a Gustafsson ezredes nevet használta. Itt élt magányosan és szegénységben egy kis szállóban egészen 1837. február 7-ig, amikor agyvérzésben meghalt. Hamvait II. Oszkár svéd király vitette haza, és temettette el a stockholmi Riddarholm-templomban.

## Családja és gyermekei
IV. Gusztáv Adolf 1797-ben vette feleségül Friderika Dorottya Vilhelmina badeni nagyhercegnőt (1781–1826), akitől öt gyermeke született:
- Gusztáv, 1809 után Gustaf Gustafsson, Vasa hercege (1799. november 9. – 1877. augusztus 5.) az osztrák hadseregben szolgált tisztként. Két gyermeke született, akik közül Louis nevű fia nem sokkal születése után meghalt, Carola nevű leánya pedig I. Albert szász király felesége lett, de nem született gyermekük.
- Zsófia Vilhelmina (1801. május 21. – 1865. július 6.) feleségül ment Lipót badeni nagyherceghez, unokája, Viktória hercegnő 1881-ben V. Gusztáv svéd király felesége lett. Dédunokájuk, a jelenleg uralkodó XVI. Károly Gusztáv svéd király tehát – Zsófia ágán – IV. Gusztáv (és a Vasa-ház) leszármazottja is.
- Károly Gusztáv (1802. december 2. – 1805. szeptember 10.)
- Amália Mária Sarolta (1805. február 22. – 1853. augusztus 31.) nem ment férjhez.
- Cecília (1807. június 22. – 1844) feleségül ment Ágost oldenburgi nagyherceghez.

Miután 1812-ben elvált feleségétől, Gusztáv Adolfnak több szeretője is volt, egyiküktől, Maria Schlegeltől született egy fia, Adolf Gustafsson.

## Fordítás
- Ez a szócikk részben vagy egészben  a   Gustav IV Adolf of Sweden című angol Wikipédia-szócikk ezen változatának fordításán alapul.  Az eredeti cikk szerkesztőit annak laptörténete sorolja fel. Ez a jelzés csupán a megfogalmazás eredetét és a szerzői jogokat jelzi, nem szolgál a cikkben szereplő információk forrásmegjelöléseként.